# Gonomyia (Gonomyia) megarhopala
Gonomyia (Gonomyia) megarhopala is een tweevleugelige uit de familie steltmuggen (Limoniidae). De soort komt voor in het Neotropisch gebied.